# Temporada 1995-1996 de la UE Figueres
La temporada 1995-1996 de la UE Figueres va començar amb una pretemporada positiva, en què es van jugar partits contra equips modestos però amb grans golejades i bones sensacions. Es va guanyar altre cop el Torneig de l'Estany i només es va perdre el partit de presentació a Vilatenim contra el RCD Espanyol.
A la lliga regular de Segona Divisió B, les coses van començar malament, però ràpidament l'equip de Xavi Agustí es va refer i de la jornada 16 a la 33 el Figueres no es va moure de la cinquena posició. Finalment, es va complir l'objectiu de classificar-se per a la lligueta de play-off d'ascens a Segona Divisió A a la penúltima jornada. El Figueres va quedar en tercer lloc i va sumar, en total, 17 victòries, 14 empats i 7 derrotes, amb 63 gols a favor i 41 en contra.
A la lligueta de play-off d'ascens a Segona Divisió A, el Figueres va tenir opcions de pujar fins a la penúltima jornada a Vallecas contra l'Atlético de Madrid B, on va perdre per 3 gols a 1. Finalment, l'equip va quedar en segona posició de la lligueta, per darrere justament del filial de l'Atlético de Madrid, amb 2 victòries, 3 empats i 1 sola derrota, amb 5 gols a favor i 5 en contra. Es perdia una altra gran oportunitat de retornar a la divisió de plata del futbol espanyol.

## Fets destacats
1995
- 5 d'agost: el Figueres disputa el primer partit amistós de la pretemporada, al camp de l'AD Guíxols, amb victòria per 0 gols a 1.[9]
- 23 d'agost: partit amistós de presentació del Figueres a Vilatenim contra el RCD Espanyol, amb derrota per 1 gol a 4.[2]
- 3 de setembre: primera jornada de lliga, a Vilatenim, contra l'Ontinyent CF, amb empat a 1 gols.[10]

1996
- 19 de maig: últim partit de la lliga regular a Vilatenim en un partit intranscendent contra l'AEC Manlleu, perquè el Figueres ja estava classificat per a la lligueta de play-off d'ascens a Segona Divisió A.[4][11]
- 29 de juny: últim partit de la lligueta de play-off d'ascens a Segona Divisió A a Vilatenim, amb empat a 1 gols contra l'Atlético de Madrid B.[12][13]

## Plantilla
| Núm. | Pos. |               | Jugador                               | Procedència        | Temporada |
| ---- | ---- | ------------- | ------------------------------------- | ------------------ | --------- |
|      | POR  | Catalunya     | Joaquim Ferrer Sala (Ferrer)          | Real Murcia CF     | 1986-1987 |
|      | POR  | Catalunya     | Francesc Ruiz Valbuena (Rodri)        | CD Tortosa         | 1994-1995 |
|      | DEF  | Catalunya     | Joan Sagué Turón (Sagué)              | Girona FC          | 1993-1994 |
|      | DEF  | Catalunya     | Carles Curós Hurtado (Curós)          | UE Olot            | 1993-1994 |
|      | DEF  | Illes Balears | Miguel Ángel Salas Bestard (Salas)    | CE Atlètic Balears | 1994-1995 |
|      | DEF  | Catalunya     | Arnau Sala Descals (Arnau)            | AEC Manlleu        | 1994-1995 |
|      | DEF  | Catalunya     | Jordi Codina Güell (Russet)           | Vila-real CF       | 1995-1996 |
|      | DEF  | Aragó         | Raül Agné Montull (Agné)              | Girona FC          | 1995-1996 |
|      | DEF  | País Basc     | Gorka Garagarza Fernández (Garagarza) | Real Sociedad B    | 1995-1996 |
|      | MIG  | Catalunya     | Àngel Cortada Borràs (Cortada)        | Vilobí CF          | 1993-1994 |
|      | MIG  | Catalunya     | Jordi Melero Busquets (Melero)        | Girona FC          | 1994-1995 |
|      | MIG  | Andalusia     | Manuel Muñoz Huertas (Muñoz)          | Deportivo Alavés   | 1994-1995 |
|      | MIG  | Catalunya     | Jordi Condom Aulí (Condom)            | Palamós CF         | 1995-1996 |
|      | MIG  | Catalunya     | Joan Ribera Masó (Nan)                | Girona FC          | 1995-1996 |
|      | MIG  | Catalunya     | Santiago Novella Vicente (Novella)    | CE Premià          | 1995-1996 |
|      | DAV  | Catalunya     | José Manuel Embela Pi (Embela)        | CD Teruel          | 1993-1994 |
|      | DAV  | Catalunya     | Francesc Xavier Ramón Matas (Ramón)   | CE Premià          | 1995-1996 |
|      | DAV  | Catalunya     | Juli Sunyer Serrat (Juli)             | AD Guíxols         | 1995-1996 |
|      | DAV  | Navarra       | Jesús Ángel Conget Blasco (Conget)    | UE Sant Andreu     | 1995-1996 |
|      | DAV  | País Basc     | Jon Remigio Cuyami Vaz (Cuyami)       | Real Sociedad Bn   | 1995-1996 |

Llegenda:  ·   Capità  ·   Juvenil  ·   Lesionat  ·   Altes  ·   Passaport europeu  ·   Extracomunitari  ·   Extracomunitari sense restricció
Altres jugadors utilitzats a la temporada: Francisco Javier Manzano Pallarés (Oriola CF), José Antonio Pérez Lago Maceda (UA Horta), David Miranda Canet (juvenil), Jordi Carré Giró (juvenil), Jordi Borrat (juvenil), Dani Nieto (juvenil), Bosch (juvenil), Serra (juvenil)
| Baixes                   | Destinació     |
| Manolo Sánchez Ramírez   | Real Murcia CF |
| Quique Beltrán Rodríguez | Granada CF     |
| Arturo Luis Patiño Cozar | CD As Pontes   |
| Salvador Soriano Campos  | AD Guíxols     |
| Jaume Escala Arnau       | CF Gavà        |
| Arseni Comas Julià       |                |
| Albert Valentín Escolano |                |
| Josep Pitu Duran Pagès   |                |

## Resultats
| Amistosos |

| 5 agost 1995 | AD Guíxols | 0 – 1         | UE Figueres | Sant Feliu de Guíxols                 |  |
|              |            | El Punt Diari | 75' Muñoz   | Camp de futbol municipal · Guerrero · |  |

| 12 agost 1995 | CF Esplais | 0 – 4         | UE Figueres | Castelló d'Empúries        |  |
|               |            | El Punt Diari |             | Camp de futbol municipal · |  |

| 13 agost 1995 | UE Lladó | 0 – 5         | UE Figueres | Lladó                      |  |
|               |          | El Punt Diari |             | Camp de futbol municipal · |  |

| 15 agost 1995 | AE Roses | 0 – 4           | UE Figueres                                   | Roses                            |  |
|               |          | Diari de Girona | 6' Russet · 24' (p.p.) Arbusà · 75' 77' Muñoz | Estadi del Mas Oliva · Pizarro · |  |

| 19 agost 1995 | UE Marca de l'Ham | 0 – 8           | UE Figueres                                                             | Figueres                                       |  |
|               |                   | Diari de Girona | 5' 9' 23' Embela · 14' 28' Arnau · 21' Cortada · 41' Russet · 83' Muñoz | Camp de futbol de la Marca de l'Ham · Martín · |  |

| 20 agost 1995 | Viladamat CF | 0 – 6        | UE Figueres                                   | Viladamat                          |  |
|               |              | El Punt Avui | 35' 42' 65' Nan · 55' Condom · 74' 89' Embela | Camp de futbol municipal · Gómez · |  |

| 23 agost 1995 | UE Figueres  | 1 – 4                        | RCD Espanyol                   | Figueres                                                             |  |
| 21:00         | Nan 71' (p.) | Mundo Deportivo El Punt Avui | 4' Alex · 6' 17' 33' Răducioiu | Municipal de Vilatenim · 1.200 espectadors · Salvador Elías Fajula · |  |

| 24 agost 1995                         | UE Olot | 0 – 3         | UE Figueres                       | Banyoles                             |  |
| XXVII Torneig de l'Estany - Semifinal |         | El Punt Diari | 37' Nan · 39' Russet · 83' Embela | Nou Municipal de Banyoles · Triola · |  |

| 26 agost 1995                     | CE Banyoles | 0 – 4         | UE Figueres                          | Banyoles                                     |  |
| XXVII Torneig de l'Estany - Final |             | El Punt Diari | 47' 56' Melero · 54' Nan · 91' Nieto | Nou Municipal de Banyoles · Téllez Sánchez · |  |

| 27 agost 1995 | UE Cabanes        | 2 – 9        | UE Figueres                                           | Cabanes                          |  |
|               | Garangou · Romero | El Punt Avui | Nieto · Embela · Conget · Condom · p' Arnau · Cortada | Municipal de Cabanes · Fuentes · |  |

| 30 agost 1995 | CF Peralada | 0 – 5        | UE Figueres                                      | Peralada                          |  |
|               |             | El Punt Avui | 9' Nan · 14' Arnau · 25' 40' Conget · 75' Condom | Municipal de Peralada · Pizarro · |  |

| Copa Catalunya |

| 28 maig 1995                                | UE Figueres | 0 – 0         | CE Banyoles | Figueres                           |  |
| [Partit de 45 minuts] 1a ronda (triangular) |             | El Punt Diari |             | Municipal de Vilatenim · Aguilar · |  |

| 28 maig 1995                                | UE Figueres            | 2 – 0         | Girona FC | Figueres                          |  |
| [Partit de 45 minuts] 1a ronda (triangular) | Arnau 12' · Embela 20' | El Punt Diari |           | Municipal de Vilatenim · Téllez · |  |

| 3 juny 1995                                 | FC Andorra | 0 – 1         | UE Figueres | Manlleu                                      |  |
| [Partit de 45 minuts] 2a ronda (triangular) |            | El Punt Diari | 10' Salas   | Estadi Municipal de Manlleu · López Molina · |  |

| 3 juny 1995                                 | AEC Manlleu                                 | 1 – 1 (pp.)     | UE Figueres                      | Manlleu                                  |                                  |
| [Partit de 45 minuts] 2a ronda (triangular) | Barnils 36' (p.)                            | El Punt Diari   | 27' Muñoz                        | Estadi Municipal de Manlleu · Guerrero · |                                  |
|                                             |                                             | Tanda de penals |                                  |                                          |                                  |
| Guijarro · Barnils · Iñaki · Rosa · Paquito | Guijarro · Barnils · Iñaki · Rosa · Paquito | 5 – 3           | Manolo · Embela · Maceda · Arnau | Manolo · Embela · Maceda · Arnau         | Manolo · Embela · Maceda · Arnau |

| Segona Divisió B-Grup 3 |

| 3 setembre 1995 | UE Figueres | 1 – 1           | Ontinyent CF | Figueres                                          |  |
| Jornada 1       | Salas 15'   | Mundo Deportivo | 84' Chuli    | Municipal de Vilatenim · Abilio García Carreras · |  |

| 11 setembre 1995 | Terrassa FC                        | 3 – 0           | UE Figueres | Terrassa                                             |  |
| Jornada 2        | Vacas 5' · Endrino 54' · Jimmy 63' | Mundo Deportivo |             | Estadi Olímpic de Terrassa · Manuel Medina Cabello · |  |

| 17 setembre 1995 | UE Figueres | 0 – 1           | CE Castelló  | Figueres                                          |  |
| Jornada 3        |             | Mundo Deportivo | 75' Córcoles | Municipal de Vilatenim · Juan Armenta Fernández · |  |

| 24 setembre 1995 | RCD Espanyol B  | 1 – 2           | UE Figueres             | Barcelona                              |  |
| Jornada 4        | De la Torre 11' | Mundo Deportivo | 26' Conget · 82' Embela | Estadi de Sarrià · Tulio Tevar Muñoz · |  |

| 1 octubre 1995 | UE Figueres | 1 – 0           | CE Sabadell FC | Figueres                                               |  |
| Jornada 5      | Embela 85'  | Mundo Deportivo |                | Municipal de Vilatenim · Manuel Miguel Beltrán Marco · |  |

| 8 octubre 1995 | Llevant UE | 1 – 0           | UE Figueres | València                                       |  |
| Jornada 6      | Iñigo 86'  | Mundo Deportivo |             | Estadi Ciutat de València · José León Monzón · |  |

| 12 octubre 1995 | UE Figueres                           | 4 – 0           | SD Huesca | Figueres                                         |  |
| Jornada 7       | Conget 3' 45' · Ramón 46' · Muñoz 59' | Mundo Deportivo |           | Municipal de Vilatenim · Óscar Gauna Rodríguez · |  |

| 15 octubre 1995 | UDA Gramenet | 0 – 0           | UE Figueres | Santa Coloma de Gramenet                                     |  |
| Jornada 8       |              | Mundo Deportivo |             | Nou Camp Municipal de Santa Coloma · José María Gil García · |  |

| 22 octubre 1995 | FC Barcelona C | 0 – 1           | UE Figueres | Barcelona                                  |  |
| Jornada 9       |                | Mundo Deportivo | 52' Embela  | Miniestadi · Jesús María Orueta Ibarrola · |  |

| 29 octubre 1995 | UE Figueres    | 2 – 1           | CF Gavà          | Figueres                                       |  |
| Jornada 10      | Conget 55' 61' | Mundo Deportivo | 24' (p.) Huertas | Municipal de Vilatenim · Pedro Serna Postigo · |  |

| 1 novembre 1995 | CE Alcoià                            | 3 – 1           | UE Figueres | Alcoi                                                  |  |
| Jornada 11      | Edu 35' · Barselleta 87' · Cases 89' | Mundo Deportivo | 46' Arnau   | Camp Municipal del Collao · José Luis Herreros Hodar · |  |

| 5 novembre 1995 | UE Figueres                             | 4 – 1           | Nàstic de Tarragona | Figueres                                             |  |
| Jornada 12      | Condom 39' · Conget 55' 69' · Salas 59' | Mundo Deportivo | 57' Frank           | Municipal de Vilatenim · Gonzalo Aguilera Hernando · |  |

| 12 novembre 1995 | RCD Mallorca B         | 2 – 2           | UE Figueres            | Palma                                                    |  |
| Jornada 13       | Dani 51' · Anselmo 61' | Mundo Deportivo | 54' Salas · 79' Melero | Estadi Lluís Sitjar · Fernando Miguel Millán Domínguez · |  |

| 19 novembre 1995 | UE Figueres | 1 – 3           | FC Andorra                      | Figueres                                         |  |
| Jornada 14       | Muñoz 6'    | Mundo Deportivo | 11' Emiliano · 12' 59' Iglesias | Municipal de Vilatenim · Bartolomé Nadal Riera · |  |

| 26 novembre 1995 | València CF B          | 2 – 2           | UE Figueres            | Paterna                                                 |  |
| Jornada 15       | López 19' · Medina 43' | Mundo Deportivo | 6' Conget · 50' Embela | Ciutat Esportiva de Paterna · Jesús Villanueva Angulo · |  |

| 3 desembre 1995 | UE Figueres                        | 3 – 0           | Andorra de Teruel | Figueres                                             |  |
| Jornada 16      | Juli 84' · Ramón 92' · Novella 95' | Mundo Deportivo |                   | Municipal de Vilatenim · Jon Carlos Aguirre Huerga · |  |

| 10 desembre 1995 | CE L'Hospitalet          | 2 – 4           | UE Figueres                                    | L'Hospitalet de Llobregat                           |  |
| Jornada 17       | Rubi 40' · Vilajoana 86' | Mundo Deportivo | 10' Salas · 54' Cortada · 62' Muñoz · 67' Juli | Camp de futbol municipal · Ángel Rodado Rodríguez · |  |

| 17 desembre 1995 | UE Figueres | 1 – 1           | UE Sant Andreu | Figueres                                               |  |
| Jornada 18       | Embela 91'  | Mundo Deportivo | 46' Gallego    | Municipal de Vilatenim · Salvador Montesinos Mariano · |  |

| 7 gener 1996 | AEC Manlleu | 1 – 5           | UE Figueres                                        | Manlleu                                                 |  |
| Jornada 19   | Siscu 24'   | Mundo Deportivo | 16' 37' Juli · 40' Embela · 64' Salas · 92' Melero | Estadi Municipal de Manlleu · Jesús María Lomas Pérez · |  |

| 14 gener 1996 | Ontinyent CF | 0 – 1           | UE Figueres | Ontinyent                              |  |
| Jornada 20    |              | Mundo Deportivo | 78' Embela  | El Clariano · Serafín Ramírez Martos · |  |

| 21 gener 1996 | UE Figueres | 0 – 0           | Terrassa FC | Figueres                                          |  |
| Jornada 21    |             | Mundo Deportivo |             | Municipal de Vilatenim · José Luis Rico Íñiguez · |  |

| 28 gener 1996 | CE Castelló | 0 – 1           | UE Figueres | Castelló de la Plana                          |  |
| Jornada 22    |             | Mundo Deportivo | 87' Novella | Nou Castàlia · Carlos Basterretxea Bitorika · |  |

| 4 febrer 1996 | UE Figueres | 1 – 1           | RCD Espanyol B | Figueres                                           |  |
| Jornada 23    | Condom 4'   | Mundo Deportivo | 26' Vizcaíno   | Municipal de Vilatenim · Jesús Villanueva Angulo · |  |

| 11 febrer 1996 | CE Sabadell FC | 1 – 1           | UE Figueres | Sabadell                                         |  |
| Jornada 24     | Julio 42'      | Mundo Deportivo | 54' Conget  | Nova Creu Alta · Pablo Javier Acevedo Martínez · |  |

| 18 febrer 1996 | UE Figueres | 1 – 1           | Llevant UE | Figueres                                          |  |
| Jornada 25     | Ramón 61'   | Mundo Deportivo | 18' Íñigo  | Municipal de Vilatenim · Abilio García Carreras · |  |

| 25 febrer 1996 | SD Huesca                                      | 4 – 0           | UE Figueres | Osca                                          |  |
| Jornada 26     | Magdalena 34' · Iñaki 42' 73' · Dos Santos 77' | Mundo Deportivo |             | Estadi El Alcoraz · José Luis Colina Sarobe · |  |

| 3 març 1996 | UE Figueres                       | 3 – 0           | UDA Gramenet | Figueres                                             |  |
| Jornada 27  | Conget 14' · Embela 45' · Nan 58' | Mundo Deportivo |              | Municipal de Vilatenim · Marcelino Tárraga Sánchez · |  |

| 9 març 1996 | UE Figueres                     | 3 – 0           | FC Barcelona C | Figueres                                         |  |
| Jornada 28  | Embela 26' · Juli 56' · Nan 65' | Mundo Deportivo |                | Municipal de Vilatenim · Óscar Gauna Rodríguez · |  |

| 17 març 1996 | CF Gavà    | 1 – 2           | UE Figueres              | Gavà                                                  |  |
| Jornada 29   | Escala 80' | Mundo Deportivo | 66' Novella · 70' Melero | Estadi Municipal la Bòbila · José Luis Rebollo Soto · |  |

| 24 març 1996 | UE Figueres | 1 – 1           | CE Alcoià   | Figueres                                               |  |
| Jornada 30   | Novella 54' | Mundo Deportivo | 28' Montava | Municipal de Vilatenim · Jesús María Orueta Ibarrola · |  |

| 31 març 1996 | Nàstic de Tarragona | 1 – 1           | UE Figueres | Tarragona                                                |  |
| Jornada 31   | Escoda 39'          | Mundo Deportivo | 81' Embela  | Nou Estadi de Tarragona · Alfredo Carlos Pardo Clérigo · |  |

| 7 abril 1996 | UE Figueres            | 2 – 1           | RCD Mallorca B | Figueres                                              |  |
| Jornada 32   | Muñoz 21' · Embela 32' | Mundo Deportivo | 39' Manolo     | Municipal de Vilatenim · Jesús José Granel Martínez · |  |

| 14 abril 1996 | FC Andorra   | 1 – 1           | UE Figueres | Andorra la Vella                        |  |
| Jornada 33    | Iglesias 93' | Mundo Deportivo | 48' Embela  | Estadi Comunal · José Guerrero García · |  |

| 21 abril 1996 | UE Figueres                                                 | 6 – 3           | València CF B                    | Figueres                                        |  |
| Jornada 34    | Juli 21' 69' · Muñoz 45' (p.) · Melero 49' 57' · Embela 53' | Mundo Deportivo | 2' (p.) 32' Ribera · 92' Albelda | Municipal de Vilatenim · Javier Lozano Segado · |  |

| 28 abril 1996 | Andorra de Teruel | 0 – 0           | UE Figueres | Terol                                                 |  |
| Jornada 35    |                   | Mundo Deportivo |             | Estadi Juan Antonio Endeiza · José María Gil García · |  |

| 5 maig 1996 | UE Figueres | 0 – 1           | CE L'Hospitalet | Figueres                                         |  |
| Jornada 36  |             | Mundo Deportivo | 27' Rubi        | Municipal de Vilatenim · Manuel Medina Cabello · |  |

| 11 maig 1996 | UE Sant Andreu   | 1 – 4           | UE Figueres                            | Barcelona                                                  |  |
| Jornada 37   | Estefan 90' (p.) | Mundo Deportivo | 5' 40' Juli · 60' Condom · 64' Novella | Municipal Narcís Sala · Francisco Javier Pardo del Burgo · |  |

| 19 maig 1996 | UE Figueres | 1 – 1           | AEC Manlleu | Figueres                                     |  |
| Jornada 38   | Cuyami 67'  | Mundo Deportivo | 3' Godayol  | Municipal de Vilatenim · Tomás Moya de Gea · |  |

| Segona Divisió B Lligueta d'ascens a Segona Divisió A - Grup D |

| 26 maig 1996 | UE Figueres | 0 – 0                        | Real Jaén CF | Figueres                                                                      |  |
| Jornada 1    |             | Mundo Deportivo El Punt Avui |              | Municipal de Vilatenim · 7.500 espectadors · Fermín Venancio Sánchez García · |  |

| 2 juny 1996 | CA Osasuna B | 1 – 1                        | UE Figueres | Pamplona                                                                              |  |
| Jornada 2   | Morales 9'   | Mundo Deportivo El Punt Avui | 24' Embela  | Instalaciones Deportivas de Tajonar · 1.000 espectadors · Jesús Javier García Paños · |  |

| 9 juny 1996 | UE Figueres | 1 – 0                        | CA Osasuna B | Figueres                                                         |  |
| Jornada 3   | Juli 16'    | Mundo Deportivo El Punt Avui |              | Municipal de Vilatenim · 4.000 espectadors · Tulio Tevar Muñoz · |  |

| 15 juny 1996 | Real Jaén CF | 0 – 1                        | UE Figueres | Jaén                                                                     |  |
| Jornada 4    |              | Mundo Deportivo El Punt Avui | 67' Juli    | Estadio de la Victoria · 1.000 espectadors · Emilio José Rubio Iniesta · |  |

| 23 juny 1996 | Atlético de Madrid B                      | 3 – 1                        | UE Figueres | Madrid                                                                     |  |
| Jornada 5    | Jiménez 26' · Bahón 31' · Alonso 86' (p.) | Mundo Deportivo El Punt Avui | 92' Salas   | Camp de Futbol de Vallecas · 7.000 espectadors · Carlos Delgado Ferreiro · |  |

| 29 juny 1996 | UE Figueres | 1 – 1                        | Atlético de Madrid B | Figueres                                                             |  |
| Jornada 6    | Embela 81'  | Mundo Deportivo El Punt Avui | 51' Jacinto          | Municipal de Vilatenim · 700 espectadors · Manuel Ángel Pérez Lima · |  |

## Classificació

### Lliga regular
| Pos. | Equip               | J  | G  | E  | P  | GF | GC | DG  | pts. |
| --- | ------------------- | -- | -- | -- | -- | -- | -- | --- | ---- |
| 1r | Llevant UE          | 38 | 24 | 10 | 4  | 68 | 25 | +43 | 82   |
| 2n | Nàstic de Tarragona | 38 | 20 | 9  | 9  | 72 | 44 | +25 | 69   |
| 3r | UE Figueres         | 38 | 17 | 14 | 7  | 63 | 41 | +22 | 65   |
| 4t | València CF B       | 38 | 18 | 10 | 10 | 70 | 40 | +30 | 64   |
| 5è | Terrassa FC         | 38 | 17 | 12 | 9  | 69 | 45 | +24 | 63   |
| 6è | CE Castelló         | 38 | 17 | 8  | 13 | 40 | 34 | +6  | 59   |
| 7è | CF Gavà             | 38 | 16 | 8  | 14 | 63 | 52 | +11 | 59   |
| 8è | UDA Gramenet        | 38 | 15 | 9  | 14 | 62 | 52 | +10 | 54   |
| 9è | FC Andorra          | 38 | 14 | 9  | 15 | 38 | 44 | -6  | 51   |
| 10è | AEC Manlleu         | 38 | 14 | 8  | 16 | 47 | 55 | -8  | 50   |
| 11è | RCD Espanyol B      | 38 | 13 | 10 | 15 | 43 | 45 | -2  | 49   |
| 12è | UE Sant Andreu      | 38 | 12 | 13 | 13 | 51 | 58 | -7  | 49   |
| 13è | CE L'Hospitalet     | 38 | 12 | 11 | 15 | 41 | 58 | -17 | 47   |
| 14è | RCD Mallorca B      | 38 | 12 | 8  | 18 | 58 | 70 | -12 | 44   |
| 15è | SD Huesca           | 38 | 11 | 10 | 17 | 40 | 50 | -10 | 43   |
| 16è | CE Sabadell FC      | 38 | 10 | 12 | 16 | 38 | 50 | -12 | 42   |
| 17è | CE Alcoià           | 38 | 11 | 9  | 18 | 39 | 60 | -21 | 42   |
| 18è | Ontinyent CF        | 38 | 10 | 11 | 17 | 41 | 53 | -12 | 41   |
| 19è | FC Barcelona C      | 38 | 10 | 7  | 21 | 49 | 84 | -35 | 37   |
| 20è | Andorra de Teruel   | 38 | 6  | 14 | 18 | 29 | 61 | -32 | 32   |
| En groc, els equips que disputaren la lligueta de promoció a Segona Divisió A, i en vermell, els que descendiren a Tercera Divisió. |                     |    |    |    |    |    |    |     |      |

### Lligueta d'ascens - grup D
| Pos.                                                   | Equip                | J | G | E | P | GF | GC | DG | pts. |
| ------------------------------------------------------ | -------------------- | - | - | - | - | -- | -- | -- | ---- |
| 1r                                                     | Atlético de Madrid B | 6 | 4 | 1 | 1 | 11 | 7  | +4 | 13   |
| 2n                                                     | UE Figueres          | 6 | 2 | 3 | 1 | 5  | 5  | 0  | 9    |
| 3r                                                     | CA Osasuna B         | 6 | 2 | 2 | 2 | 8  | 7  | +1 | 8    |
| 4t                                                     | Real Jaén CF         | 6 | 0 | 2 | 4 | 2  | 7  | -5 | 2    |
| En verd, els equips que ascendiren a Segona Divisió A. |                      |   |   |   |   |    |    |    |      |

## Estadístiques individuals
| Jugador                       | P. | T. | S. | M.   | G. | TG | TV |
| ----------------------------- | -- | -- | -- | ---- | -- | -- | -- |
| Francisco Ruiz Valbuena Rodri | 37 | 37 | 0  | 3330 | 0  | 3  | 0  |
| Joaquim Ferrer Sala           | 1  | 1  | 0  | 90   | 0  | 0  | 0  |
| Jordi Codina Güell Russet     | 25 | 24 | 1  | 1766 | 0  | 12 | 3  |
| Joan Sagué Turón              | 34 | 34 | 0  | 3000 | 0  | 9  | 0  |
| Miguel Ángel Salas Bestard    | 32 | 28 | 4  | 2536 | 5  | 13 | 2  |
| Carles Curós Hurtado          | 34 | 30 | 4  | 2721 | 0  | 8  | 0  |
| Gorka Garagarza Fernández     | 19 | 18 | 1  | 1610 | 0  | 10 | 1  |
| Arnau Sala Descals            | 21 | 12 | 9  | 1093 | 1  | 8  | 0  |
| Raül Agné Montull             | 15 | 5  | 10 | 613  | 0  | 4  | 1  |
| Jordi Melero Busquets         | 34 | 32 | 2  | 2617 | 5  | 7  | 2  |
| Jordi Condom Aulí             | 31 | 30 | 1  | 2465 | 3  | 4  | 2  |
| Manuel Muñoz Huertas          | 31 | 30 | 1  | 2650 | 5  | 7  | 0  |
| Àngel Cortada Borràs          | 32 | 28 | 4  | 2175 | 1  | 10 | 1  |
| Nan Ribera Masó               | 21 | 15 | 6  | 1359 | 2  | 5  | 1  |
| Santiago Novella Vicente      | 23 | 8  | 15 | 1009 | 5  | 3  | 0  |
| José Manuel Embela Pi         | 35 | 34 | 1  | 2893 | 13 | 6  | 0  |
| Jesús Ángel Conget Blasco     | 33 | 26 | 7  | 2202 | 10 | 2  | 0  |
| Juli Sunyer Serrat            | 24 | 20 | 4  | 1808 | 9  | 0  | 0  |
| Francesc Xavier Ramón Matas   | 30 | 4  | 26 | 990  | 3  | 2  | 0  |
| Juan Remigio Cuyami Vaz       | 3  | 2  | 1  | 225  | 1  | 0  | 0  |